# Acanthochelys spixii
Espèce
Synonymes
- Emys depressa Spix, 1824 nec Merrem, 1820
- Platemys spixii Duméril & Bibron, 1835

Statut de conservation UICN

 NT  : Quasi menacé
La Platémyde de Spix (Acanthochelys spixii) est une espèce de tortues de la famille des Chelidae.

## Répartition
Cette espèce est endémique de l'Amérique du Sud. Elle se rencontre :
- au Brésil, dans les États de Bahia, de Goiás, du Minas Gerais, du Paraná, du Rio Grande do Sul, de Santa Catarina et de São Paulo ;
- en Uruguay ;
- en Argentine, dans les provinces de Corrientes et de Mendoza.

Sa présence est incertaine au Paraguay.

## Étymologie
À l'origine cette espèce a été décrite par Johann Baptist von Spix (1781-1826) sous le nom de Emys depressa en 1824. Ce nom était préoccupé par Merrem, 1820 et a été renommé en Platemys spixii par Duméril & Bibron en 1835 en l'honneur de son découvreur.

## Publications originales
- Duméril et Bibron, 1835 : Erpétologie Générale ou Histoire Naturelle Complète des Reptiles, vol. 2. Librairie Encyclopédique de Roret, Paris, p. 1-680 (texte intégral).
- Merrem, 1820 : Versuch eines Systems der Amphibien I (Tentamen Systematis Amphibiorum). J. C. Krieger, Marburg, p. 1-191 (texte intégral).
- Spix, 1824 : Animalia nova; sive, Species novae Testudinum et Ranarum, quas in itinere per Brasiliam annis 1817-20 collegit et descripsit. F.S. Hübschmann, München, p. 1-53 (texte intégral).